# 宝徳
宝徳（、旧字体：寶德）は、日本の元号の一つ。文安の後、享徳の前。1449年から1452年までの期間を指す。この時代の天皇は後花園天皇。室町幕府将軍は足利義政。

## 改元
- 文安6年7月28日（ユリウス暦1449年8月16日） 改元
- 宝徳4年7月25日（ユリウス暦1452年8月10日） 享徳に改元

## 宝徳期におきた出来事
- 宝徳2年（1450年）
  - 細川勝元が龍安寺を創建。
- 宝徳3年（1451年）
  - 9月、安芸国沼田荘の国人が一揆の証文（小早川本庄新庄一家中連判契約状）を交わす。
  - 10月、大和国で徳政一揆が起こり（宝徳の土一揆）、元興寺が焼亡する。

### 死去
- 元年（1449年）
  - 8月9日 - 正親町三条尹子（享年38歳）。正親町三条公雅の娘。室町幕府第6代将軍足利義教の継室。
- 3年（1451年）
  - 6月15日 - 小笠原持長（1396年生）。信濃守護。

## 西暦との対照表
※は小の月を示す。
| 宝徳元年（己巳） | 一月※     | 二月※ | 三月  | 四月※ | 五月  | 六月※ | 七月  | 八月※ | 九月    | 十月※ | 閏十月※ | 十一月   | 十二月    |
| ---------------- | --------- | ----- | ----- | ----- | ----- | ----- | ----- | ----- | ------- | ----- | ------- | -------- | --------- |
| ユリウス暦       | 1449/1/25 | 2/23  | 3/24  | 4/23  | 5/22  | 6/21  | 7/20  | 8/19  | 9/17    | 10/17 | 11/15   | 12/14    | 1450/1/13 |
| 宝徳二年（庚午） | 一月      | 二月※ | 三月  | 四月※ | 五月※ | 六月  | 七月※ | 八月  | 九月    | 十月  | 十一月※ | 十二月   |           |
| ユリウス暦       | 1450/2/12 | 3/14  | 4/12  | 5/12  | 6/10  | 7/9   | 8/8   | 9/6   | 10/6    | 11/5  | 12/5    | 1451/1/3 |           |
| 宝徳三年（辛未） | 一月      | 二月※ | 三月※ | 四月  | 五月※ | 六月※ | 七月  | 八月※ | 九月    | 十月  | 十一月※ | 十二月   |           |
| ユリウス暦       | 1451/2/2  | 3/4   | 4/2   | 5/1   | 5/31  | 6/29  | 7/28  | 8/27  | 9/25    | 10/25 | 11/24   | 12/23    |           |
| 宝徳四年（壬申） | 一月      | 二月  | 三月※ | 四月※ | 五月  | 六月※ | 七月※ | 八月  | 閏八月※ | 九月  | 十月※   | 十一月   | 十二月    |
| ユリウス暦       | 1452/1/22 | 2/21  | 3/22  | 4/20  | 5/19  | 6/18  | 7/17  | 8/15  | 9/14    | 10/13 | 11/12   | 12/11    | 1453/1/10 |